# 床弩

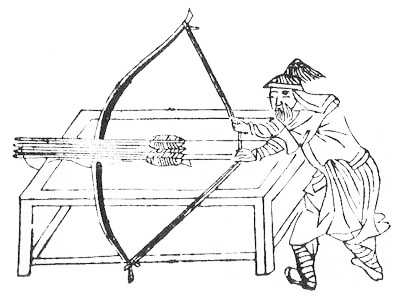
床子连弩繪图。

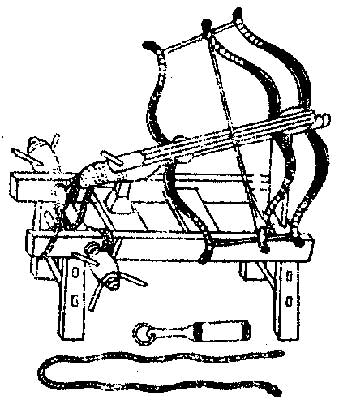
三弓床弩。

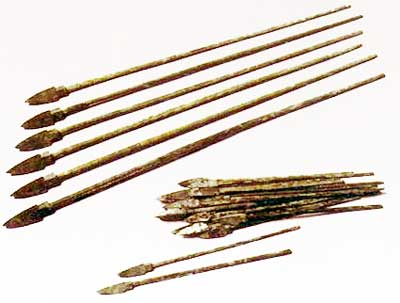
秦代的床弩與弩使用的箭。

床弩，又稱床子弩、牀弩、牀子弩（Arcuballista），最早出現於戰國時代，是把弩大型化或有多個弩翼（弓身），裝在發射台或車輛上的一種大型的特殊弩。床弩的主要使用目的是攻城或海戰。據《武經總要》記載宋朝軍隊中共有六種床弩。典型的中國床子弩使用絞車拉動弓弦，操作士兵達7名，根據宋人記載的最高射程約合現在的1.5公里。根據史料記載，遼軍將領萧挞凛便是被400多米外宋軍陣地的兩米巨箭射殺，最終雙方簽訂著名的“澶渊之盟”。

## 歷史
南朝宋有一種萬鈞神弩，能夠摧毀船艦。北魏則有一種需要六頭牛絞軸張弦的強弩。曾出土一南朝時的弩機，弩郭長39公分，寬9.2公分，高30公分，推測該弩的弩臂約2公尺。
唐代的絞車弩又稱車弩，一次可以發射7支巨箭，射程700步，7支箭中最大的一支箭，簇長7吋，寬5吋，桿長3尺，粗5吋，以鐵葉維羽，可以摧毀城壘樓櫓，但至今未發現實物。
宋代時的床弩由2弓至4弓組成，小型用5至7人張弦，大型用100人以上，瞄準及發射都有人專司其職。其射出的箭可以釘在城牆上，釘成一行，使攻城者可以攀爬上去，也可用「㪷子」一次射出數十支箭，稱為寒鴉箭。床弩射程最遠達千步，約1535公尺，但機動性差，多用於攻守城，尤其是守城上。

## 相似武器
西方有與床弩外觀相似的投射機（Ballista），但發射機制不同。投射機最早可追溯至古希腊时代。古羅馬軍隊使用的投射機有分大型与小型，小型的古罗马投射機又称作蝎弩或蠍砲（Scorpius）。